# Producto de Cantor
Un producto de Cantor es una descomposición única en forma de producto infinito de números racionales, que existe para cualquier número real {\displaystyle r>1}, de la forma:

{\displaystyle r=\prod _{k=1}^{\infty }\left(1+{\frac {1}{q_{k}}}\right)}

donde los números {\displaystyle q_{k}\in \mathbb {N} } son números naturales positivos y donde, además, {\displaystyle q_{k+1}\geq q_{k}^{2}}

## Enunciado del teorema de Cantor
El teorema de Cantor sobre productos cantorianos infinitos puede resumirse de la siguiente forma:
Sea {\displaystyle {\alpha }_{0}>1} un número real. Entonces se aplica lo siguiente:
(I) Para {\displaystyle {\alpha }_{0}} una y solo una sucesión de números naturales {\displaystyle (q_{n})_{n\in \mathbb {N} _{0}}} se puede determinar de tal manera que {\displaystyle {\alpha }_{0}} es una representación del producto de la forma
{\displaystyle {\alpha }_{0}=\prod _{n=0}^{\infty }\left(1+{\tfrac {1}{q_{n}}}\right)}
donde en esta sucesión, para cada índice {\displaystyle n} la desigualdad {\displaystyle q_{n+1}\geq {q_{n}}^{2}} y donde sólo aparece un número finito de elementos de secuencia con {\displaystyle q_{n}=1}.
(II) Todo producto cantoriano, es decir, todo producto infinito de la forma descrita en (I), es convergente.
(III) {\displaystyle {\alpha }_{0}} es un número racional si y solo si en la representación del producto de Cantor según (I) de un índice {\displaystyle N} para todos los índices posteriores {\displaystyle n\geq N} siempre la identidad {\displaystyle q_{n+1}={q_{n}}^{2}}.

## Propiedades
Se cumple que para {\displaystyle r\in (2^{k-1},2^{k}]} entonces {\displaystyle q_{1}=q_{2}=\dots =q_{k}=1} y, obviamente el resto de componentes cumplirán que {\displaystyle q_{k+1}<q_{k+2}<\dots }. Nótese que a partir del primer valor para el cual {\displaystyle q_{k+1}>1} el resto de enteros crecen muy rápido y por tanto la convergencia de la producto infinito se acelera.
Ejemplos
{\displaystyle {\sqrt {2}}=\left(1+{\frac {1}{3}}\right)\left(1+{\frac {1}{17}}\right)\left(1+{\frac {1}{577}}\right)\left(1+{\frac {1}{665857}}\right)\dots }
{\displaystyle {\sqrt {3}}=\left(1+{\frac {1}{2}}\right)\left(1+{\frac {1}{7}}\right)\left(1+{\frac {1}{97}}\right)\left(1+{\frac {1}{18817}}\right)\dots }
Más en general se tiene {\displaystyle {\sqrt {\frac {k+1}{k-1}}}=\left(1+{\frac {1}{a_{1}}}\right)\left(1+{\frac {1}{a_{2}}}\right)\left(1+{\frac {1}{a_{3}}}\right)\dots } con {\displaystyle a_{1}=k} y {\displaystyle a_{k+1}=2a_{k}^{2}-1}

## Algoritmo
La sucesión de números {\displaystyle (q_{n})_{n\in \mathbb {N} _{0}}} puede determinarse inductivamente partiendo de {\displaystyle {\alpha }_{0}=r>1} tal como sigue:
{\displaystyle q_{0}=\left\lfloor {\frac {{\alpha }_{0}}{{\alpha }_{0}-1}}\right\rfloor }  y {\displaystyle {\alpha }_{n}={\frac {{\alpha }_{n-1}}{1+{\frac {1}{q_{n-1}}}}}\;\;\;q_{n}=\left\lfloor {\frac {{\alpha }_{n}}{{\alpha }_{n}-1}}\right\rfloor } para {\displaystyle n\in \mathbb {N} }

## Demostración
La demostración se puede obtener a partir de la siguiente identidad debida a Euler:

{\displaystyle \prod _{m=1}^{\infty }\left(1+x^{2^{m}}\right)=\sum _{n=1}^{\infty }x^{n}}